# بلبل دودسوني
بلبل دودسوني (الاسم العلمي: Pycnonotus dodsoni) (بالإنجليزية: Dodson's Bulbul)‏ هو نوع من الطيور يتبع جنس البلبل من الفصيلة البلابل.